# Charlie Bauerfeind
Karl Rudolf „Charlie“ Bauerfeind (* 30. Mai 1963 in Erlangen) ist ein deutscher Rockjournalist, Musikproduzent und Tontechniker. Er hat zahlreiche bekannte Power-Metal-Alben produziert.

## Biografie
Bauerfeind begann im Alter von sechs Jahren, Klavierstunden zu nehmen und erhielt ab 1973 Schlagzeugunterricht. Ab 1980 spielte er als Schlagzeuger in diversen Bands und begann im Alter von 18 Jahren mit der Produktion von Demos für lokale Bands. Nach seinem Studium der Musik, Produktion und Technik am renommierten Berklee College of Music in Boston, das er von 1987 bis 1989 besuchte, und diversen Arbeiten als Produktionsassistent, ist er seit 1989 selbst als Tontechniker und Produzent aktiv.

## Bands
Bauerfeind arbeitete mit zahlreichen Hard-Rock- und Heavy-Metal-Bands zusammen wie z. B.:
- Blind Guardian
- Brainstorm
- Freedom Call
- Gamma Ray
- Gotthard
- Hammerfall
- Helloween
- Motörhead
- Rage
- Sargant Fury
- Saxon
- Sieges Even
- Van Canto
- Venom
- Running Wild